# Barrì
Barrì è il quarto album in studio del cantautore italiano Avincola, pubblicato il 9 giugno 2023.

## Tracce
1. Barrì
2. La febbre, l'amore, la tosse
3. Fon
4. Battiti (feat. Folcast)
5. Lattine (feat. Serepocaiontas)
6. Ghiaccioli e bollicine
7. Amare a mare
8. Letti (feat. Alessandro Gori)
9. Tapparelle